# Баглан
Баглан е провинция в северен Афганистан с площ 21 112 км² и население 779 000 души (2006). Административен център е град Пули Хумри.

## Административно деление
Провинцията се поделя на 16 общини.